# Margareta Kozuch
Margareta Anna Kozuch (Amburgo, 30 ottobre 1986) è una giocatrice di beach volley ed ex pallavolista tedesca, di ruolo schiacciatrice e opposto.

## Carriera

### Pallavolo

#### Club
Margareta Kozuch, soprannominata Maggie, nasce ad Amburgo in Germania, da genitori, Miroslav e Maria Kozuch, di origine polacca. La sua carriera pallavolistica inizia nel TuS Berne, piccola squadra di Amburgo, nel 1999 dove resta fino al 2002, quando viene ingaggiata dal CVJM Amburgo, con il quale raggiunge il terzo posto nel campionato giovanile tedesco.
Nella stagione 2003-04 esordisce nel massimo campionato tedesco grazie all'ingaggio da parte del Fischbek di Amburgo: con il nuovo club resta legata fino al 2007, non vincendo alcun tipo di trofeo.
Nella stagione 2007-08 viene acquistata dal Sassuolo, club di serie A1 italiana con il quale mette a segno 148 punti stagionali; in quella successiva passa all'Asystel di Novara: con la squadra piemontese vince la Coppa CEV 2008-09 ed arriva alla finale di Coppa Italia e scudetto, entrambe perse contro la Robursport Pesaro, mentre nell'annata 2009-10, dopo che si era fortemente parlato di un trasferimento della giocatrice in Corea del Sud, tanto che non viene inserita nelle giocatrici da utilizzare in campionato, l'acquisto sfuma e al giocatrice decide di restare a Novara, potendo essere utilizzata in campionato solo a partire da novembre. L'annata non è delle migliori per la squadra e tra i migliori risultati c'è un quarto posto in Champions League.
Nella stagione 2010-11 lascia l'Italia, per trasferirsi in Russia, nello Zareč'e Odincovo, mentre in quella seguente viene ingaggiata dal club polacco dell'Atom Trefl Sopot, con cui vince il campionato.
Nella stagione 2012-13 ritorna in Italia, acquistata dal Busto Arsizio, con cui si aggiudica la Supercoppa italiana.
Per il campionato 2013-14 si trasferisce in Azerbaigian, vestendo la maglia dell'Azəryol di Baku; nell'annata seguente invece si trasferisce in Cina, dove gioca per lo Shanghai: dopo aver concluso l'esperienza cinese, torna in Italia per terminare la stagione 2014-15 con il River di Piacenza, in Serie A1, categoria dove resta anche per il campionato successivo vestendo la maglia del Casalmaggiore ed aggiudicandosi la Supercoppa italiana e la Champions League.

#### Nazionale
Negli anni ad Amburgo viene convocata prima nella nazionale juniores e poi, nel 2005, in quella maggiore tedesca, nonostante la proposta della federazione polacca che, notandone le doti atletiche e viste le origini, offre alla giocatrice la possibilità di vestire la maglia della nazionale della Polonia.
Con la selezione teutonica vince la sua prima medaglia, un bronzo, al World Grand Prix 2009 ed arriva al quarto posto al campionato europeo dove viene premiata anche come miglior realizzatrice; nel vince la medaglia d'argento al campionato europeo, bissato nell'edizione seguente, e la medaglia d'oro all'European League 2013.

### Beach volley
Nel 2017 comincia a giocare a beach volley, prima con Karla Borger con la quale ottiene il miglior risultato internazionale al torneo quattro stelle di Ostrava, con un terzo posto. Nel 2019 forma una coppia con la campionessa olimpica e mondiale Laura Ludwig, con la quale vince la finale del World Tour a Roma nel 2019.

## Palmarès

### Club
- Campionato polacco: 1

2011-12
- Supercoppa italiana: 2

2012, 2015
- CEV Champions League: 1

2015-16
- Coppa CEV: 1

2008-09

### Nazionale (competizioni minori)
- European League 2013
- Montreux Volley Masters 2014

### Premi individuali
- 2009 - Campionato europeo: Miglior realizzatrice
- 2011 - Campionato europeo: Miglior attaccante
- 2013 - European League: Miglior realizzatrice
- 2013 - European League: Miglior attaccante
- 2013 - Campionato europeo: Miglior servizio
- 2014 - Montreux Volley Masters: MVP
- 2016 - Champions League: Miglior opposto
- 2016 - CEV: Giocatrice più spettacolare dell'anno